# Дзвоно-Сербовиці
Дзвоно-Сербовиці (пол. Dzwono-Sierbowice) — село в Польщі, у гміні Пілиця Заверцянського повіту Сілезького воєводства.
Населення — 147 осіб (2011).
У 1975-1998 роках село належало до Катовицького воєводства.

## Демографія
Демографічна структура станом на 31 березня 2011 року:
|          | Загалом | Допрацездатний вік | Працездатний вік | Постпрацездатний вік |
| -------- | ------- | ------------------ | ---------------- | -------------------- |
| Чоловіки | 76      | 14                 | 53               | 9                    |
| Жінки    | 71      | 9                  | 37               | 25                   |
| Разом    | 147     | 23                 | 90               | 34                   |